# میکروفون گلویی

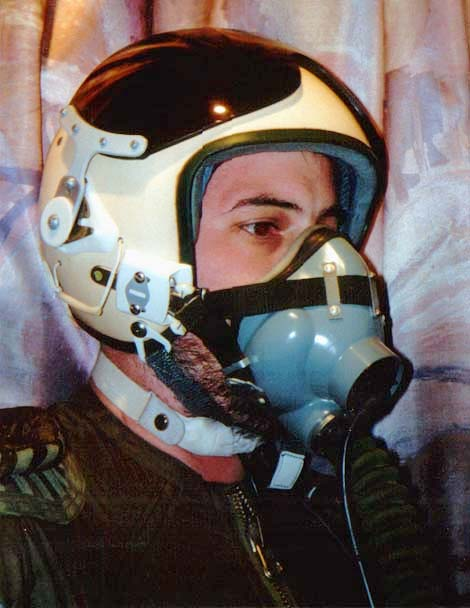
ماسک اکسیژن KM-34 برای خلبانان MiG همراه با میکروفون گلویی

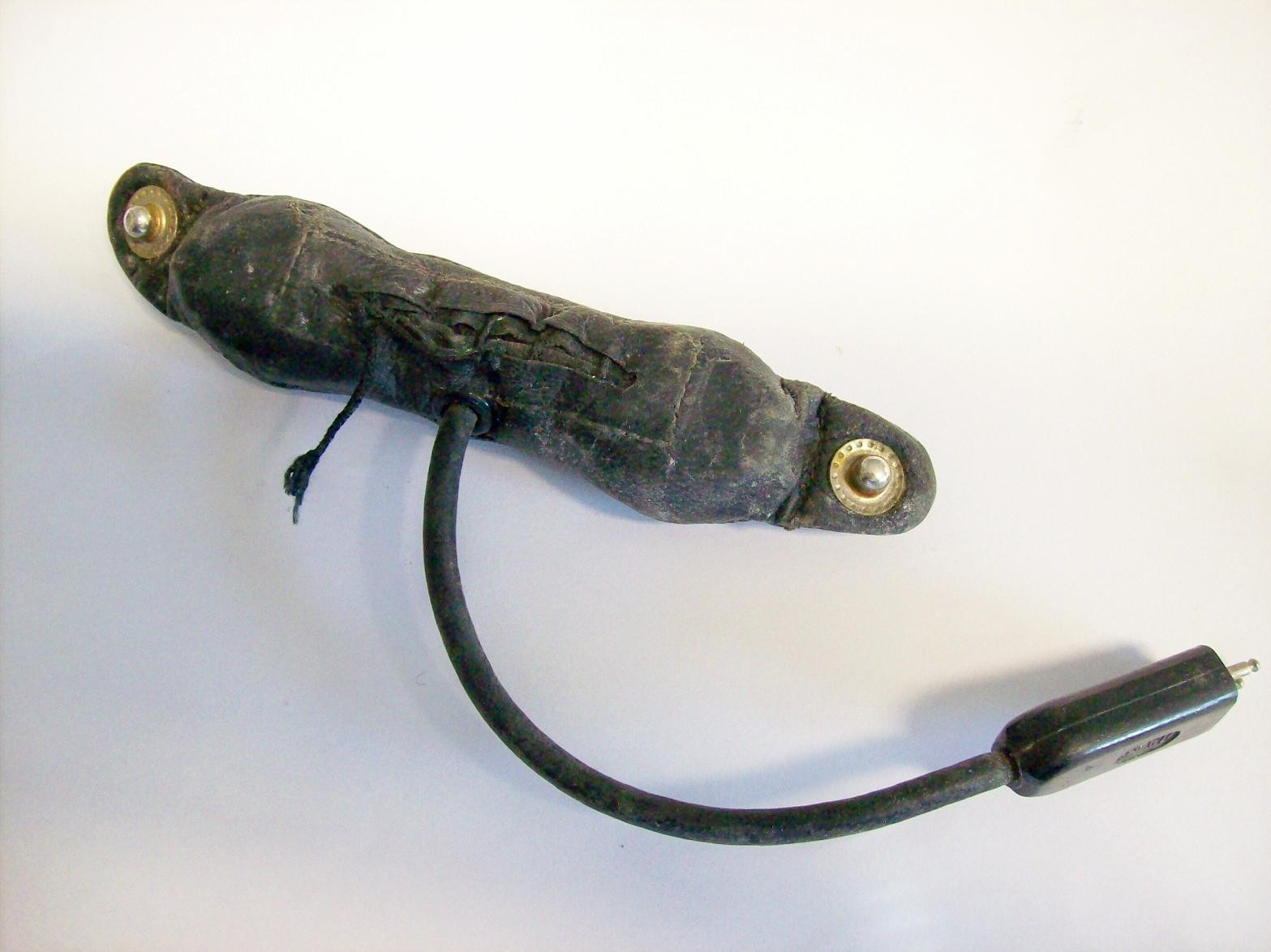
میکروفن گلویی LA-5 (اتحاد جماهیر شوروی در اوایل دهه 1980) ، همان مدل بالا

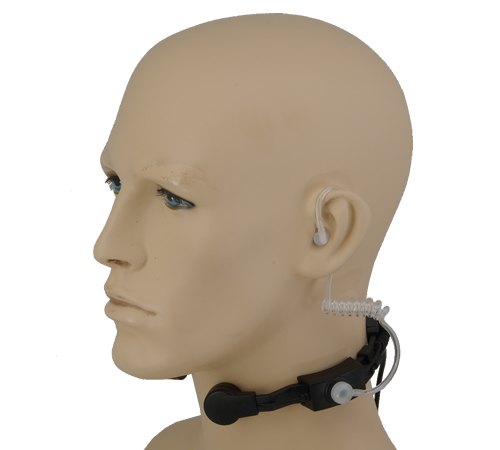
میکروفون مخصوص گلو که برای ارتباطات رادیویی دو طرفه استفاده می شود

میکروفون یا صدابَر گلویی (به انگلیسی: Throat microphone) که به آن لارنگوفون (به انگلیسی: laryngophone) نیز گفته می شود(به معنی میکروفون حنجره ای)، گونه ای از میکروفون های تماسی است که به واسطه حسگر های منفرد یا دوتایی قرار گرفته در مقابل گلوی فرد، ارتعاشات صدا را مستقیماً از حنجره دریافت می کند. این حسگرها، که مبدل نیز نامیده می شوند،میتوانند مکالمات فرد را حتی در شرایط محیطیِ به شدت پر سر و صدا یا بادخیز تشخیص داده و منتقل کنند. درحالیکه انواع دیگر میکروفون ها در این شرایط محیطی، به دلیل وجود صداهای پس زمینه زیاد، کارکرد مطلوبی ندارند. لارنگوفون های پیشرفته تر قادرند زمزمه های فرد را تشخیص دهند، بنابراین در محیط هایی که نیاز به برقراری ارتباط  از راه دور و در سکوت است به خوبی عمل میکنند، مانند آنچه در جریان عملیات های مخفی نظامی یا انتظامی رخ میدهد. همچنین هنگامی که به کلاه ایمنی و یا حفاظ های تنفسی نیاز است، میکروفن های گلویی بسیار کارآمد هستند. بسیاری از ماسک های صورت تمام‌رخ که کل صورت شخص را پوشش میدهند امکان قرار گرفتن میکروفون درون ماسک را ندارند، از جمله رسپیراتور ها، ماسک هایN95 ،ماسک های الاستومری، ماسک های شیمیایی و یا ماسک های تنفس مجدد. در این شرایط میکروفون های گلویی می تواند با خیال راحت مورد استفاده قرار گیرد، زیرا بیرون از مهر و موم ماسک صورت قرار گرفته و به همین ترتیب حفاظ تنفسی ایجاد شده توسط ماسک را به خطر نمی‌اندازد.